# Active Vilnius Arena
Die Active Vilnius Arena (Eigenschreibweise: Active Vilnius arena) ist eine Sporthalle im Stadtteil Šeškinė der litauischen Hauptstadt Vilnius. Sie wurde neben der Avia Solutions Group Arena (bis zu 12.500 Plätze, von 2004 bis 2020: Siemens Arena) erbaut und dient, neben der großen Arena, als Trainings- und Spielstätte des Basketballclubs BC Rytas.

## Geschichte
Nach der Eröffnung der damaligen Siemens Arena im Oktober 2004 wurde am 28. September 2005 die Nebenhalle nach weniger als zwölf Monaten Bauzeit eingeweiht. Zunächst trug sie den Sponsornamen der größten litauischen Tageszeitung Lietuvos rytas, die auch Hauptsponsor der Eigentümer de Arena waren. 2014 wurde der Bau von 1500 auf 2500 Plätze ausgebaut, um dort auch europäische Partien (mindestens 1500 Plätze) austragen zu können. In der großen Siemens Arena ist es schwerer Stimmung zu erzeugen, als in der kleineren, engeren Halle. Neben der Erweiterung wurde u. a. eine neue Lüftungs- und Klimaanlage sowie Anzeigetafeln installiert. 2018 wurde der BC Rytas von neuen Eigentümern übernommen und der Vertrag mit der Lietuvos rytas beendet. Am 14. August des Jahres erhielt der Bau den offiziellen Namen Ryto Arena. Im September 2019 wurde die US-amerikanische Automarke Jeep neuer Namensgeber der Spielstätte des BC Rytas.
Im Oktober 2024 wurde sie in Active Vilnius Arena umbenannt.